# Da Costa (sobrenome)
Da Costa é um sobrenome de origem portuguesa, com raízes toponímicas, ou seja, derivado de um local geográfico. Significa literalmente "da costa", referindo-se a alguém que vivia junto ao mar ou à linha costeira. O apelido é comum em Portugal, no Brasil, e também em diversas comunidades da diáspora sefardita (judaica), espalhadas pela Europa, América Latina, Caraíbas, Israel e Estados Unidos.

## Origem
A origem do sobrenome Da Costa está relacionada com o território da antiga Lusitânia, especialmente em zonas costeiras da atual Portugal continental. Era usado para identificar famílias ou indivíduos provenientes de regiões costeiras, como forma de distinção social e geográfica.
Durante os séculos XV e XVI, com a intensificação da cristianização forçada e da perseguição a judeus em Portugal, muitos judeus sefarditas convertidos ao cristianismo (cristãos-novos) adoptaram o sobrenome Da Costa como forma de assimilação cultural e protecção. O nome era suficientemente genérico para não levantar suspeitas, mas manteve raízes toponímicas e culturais fortes dentro dessas comunidades.

## Toponímia
Embora não esteja necessariamente ligado a um único local específico, o apelido Da Costa tem base geográfica clara. Refere-se genericamente a áreas costeiras, sendo simbólico do território português, com forte ligação ao mar e à navegação.

## Variações
- Costa – Forma simplificada e mais comum.
- Dacosta – Forma unida, encontrada nalguns registos antigos e fora de Portugal.
- De la Costa – Variante castelhana ou usada em países hispânicos.

## Difusão
O sobrenome Da Costa espalhou-se principalmente através da expansão marítima portuguesa, da colonização e das rotas de exílio dos sefarditas. Actualmente pode ser encontrado com alguma frequência nos seguintes países:
- Portugal – Origem principal do sobrenome.
- Brasil – Muito comum, resultado da colonização portuguesa e migração.[6]
- Países Baixos, Reino Unido e França – Entre judeus sefarditas exilados após a expulsão ibérica.[7]
- Caraíbas e América Latina – Nome frequente em famílias de origem luso-judaica.
- Israel e EUA – Herdado por descendentes de sefarditas e emigrantes portugueses.[8][9]

## Ligação Judaica
Da Costa é um dos muitos apelidos adoptados por judeus sefarditas após a conversão forçada durante a Inquisição. Muitos desses indivíduos fugiram para países mais tolerantes, como os Países Baixos, Inglaterra ou Itália, onde mantiveram o nome em contexto judaico. Em cidades como Amesterdão, Londres e Hamburgo, surgiram famílias proeminentes com este apelido.

## Personalidades Históricas
- António Costa – Primeiro-ministro de Portugal, filho do escritor Orlando da Costa.
- Cristóvão da Costa (c. 1515–c. 1594) – Médico e botânico português, conhecido pelos seus estudos de plantas medicinais da Índia.[11]
- Isaac da Costa (1798–1860) – Poeta e historiador judeu neerlandês, descendente de sefarditas portugueses.
- Uriah Da Costa – Importante figura da comunidade judaica portuguesa em Amesterdão no século XVII.